# Xanthocephalum
Xanthocephalum är ett släkte av korgblommiga växter. Xanthocephalum ingår i familjen korgblommiga växter.
Kladogram enligt Catalogue of Life:
| Xanthocephalum | \| \| Xanthocephalum amoenum \| \| \| \| \| \| Xanthocephalum benthamianum \| \| \| \| \| \| Xanthocephalum centauroides \| \| \| \| \| \| Xanthocephalum durangense \| \| \| \| \| \| Xanthocephalum eradiatum \| \| \| \| \| \| Xanthocephalum gymnospermoides \| \| \| \| \| \| Xanthocephalum humile \| \| \| \| \| \| Xanthocephalum megalocephalum \| \| \| \| |
|                | \| \| Xanthocephalum amoenum \| \| \| \| \| \| Xanthocephalum benthamianum \| \| \| \| \| \| Xanthocephalum centauroides \| \| \| \| \| \| Xanthocephalum durangense \| \| \| \| \| \| Xanthocephalum eradiatum \| \| \| \| \| \| Xanthocephalum gymnospermoides \| \| \| \| \| \| Xanthocephalum humile \| \| \| \| \| \| Xanthocephalum megalocephalum \| \| \| \| |
|                | Xanthocephalum amoenum |
|                | |
|                | Xanthocephalum benthamianum |
|                | |
|                | Xanthocephalum centauroides |
|                | |
|                | Xanthocephalum durangense |
|                | |
|                | Xanthocephalum eradiatum |
|                | |
|                | Xanthocephalum gymnospermoides |
|                | |
|                | Xanthocephalum humile |
|                | |
|                | Xanthocephalum megalocephalum |
|                | |